# Sokołowo-Parcele
Sokołowo-Parcele (prononciation : [sɔkɔˈwɔvɔ parˈt͡sɛlɛ]) est un village polonais de la gmina d'Obryte dans le powiat de Pułtusk de la voïvodie de Mazovie dans le centre-est de la Pologne.

## Histoire
De 1975 à 1998, le village appartenait administrativement à la voïvodie d'Ostrołęka.